# Archelaüs (generaal)
Archelaüs of Archelaos (Oudgrieks:  Ἀρχέλαος; Archélaos) was een Cappadociër en veldheer van de Pontische koning Mithridates VI.
In 87 v.Chr. viel hij met een groot leger Griekenland binnen, doch werd in 86 v.Chr. door Sulla verslagen, eerst bij Chaeronēa en daarna bij Orchomenus in Boeotia. Hij was het, die de vrede tussen de koning en Sulla tot stand bracht, doch daar Mithridates meende dat hij daarbij te veel aan Sulla had toegegeven, viel hij in ongenade en ging hij in 83 v.Chr. tot de Romeinen over.
Hij had twee zonen:
- Archelaüs;
- Diogenes.

## Referentie
- art. Archelāus (4), in J.G. Schlimmer - Z.C. De Boer, Woordenboek der Grieksche en Romeinsche Oudheid, Haarlem, 19203, p. 77.